# ČSD-Baureihe M 231.0
Die ČSD-Baureihe M 231.0 war der erste von Tatra in Kopřivnice hergestellte Triebwagen mit elektrischer Leistungsübertragung für die einstigen Tschechoslowakischen Staatsbahnen (ČSD).

## Geschichte
Tatra fertigte den Motorwagen M 231.001 mit elektrischer Leistungsübertragung nach dem System GEBUS.
Obwohl der Triebwagen schwer war, besaß er im Vergleich zu anderen Fahrzeugen mit elektrischer Leistungsübertragung der damaligen Zeit günstigere Werte. Gegenüber dem M 230.1 hatte er ein spezifisches Gewicht von 246,5 kg/PS anstatt 269 kg/PS.
Als Ausmusterungsdatum ist 1944 angegeben.

## Technische Merkmale

Prinzip der Leistungsübertragung nach dem System Gebus

Der wagenbauliche und mechanische Teil des Wagens entsprach dem M 251.0. Er hatte zwei Motoren, wobei die mechanische Leistungsübertragung nach System Winterthur gegen die elektrische Leistungsübertragung nach System Gebus getauscht wurde. Die Gesamtleistung des Wagens betrug 200 PS.
Der Wagenkasten war wie bei der Reihe M 251.0 ausgeführt und in drei Teile aufgeteilt. Die Abteile für die Reisenden hatten insgesamt 68 Sitzplätze. Dazu gab es ein Post- und Gepäckabteil.